# Brahman
Brahman er i hinduismen den uforanderlige, uendelige, immanente og transcendente virkelighed, som er den guddommelige skaber af al materie, energi, tid, rum, alt der er i universet. Det er den øverste, universelle ånd. Brahman omtales undertiden som den absolutte eller Guddommen, som er den guddommelige skaber af alle væsner.
Upanishaderne fortæller, at brahman er den ultimative essens af materielle fænomener (herunder den oprindelige identitet af det menneskelige selv), der ikke kan ses eller høres, men hvis natur kan erkendes gennem doktrinen om selverkendelse (Atma jnana). Ifølge Advaita vedanta har et befriet menneske (jivanmukta) indset, at brahman er vedkommendes eget sande selv (se Atman).